# Terminal Hidroviário de São Joaquim
A Terminal Hidroviário de São Joaquim é uma estação do transporte aquático localizado no bairro do Água de Meninos, em Salvador, capital do estado brasileiro da Bahia. É uma das duas estações da Travessia São Joaquim-Bom Despacho (Sistema Ferry-Boat) e está sob a administração da Internacional Travessias Salvador, concedida pelo Governo do Estado da Bahia. Está próximo ao Terminal Turístico Náutico da Bahia (TTNB), o qual também compõe o Sistema de Transporte Hidroviário Intermunicipal de Passageiros e Veículos do Estado da Bahia (SHI).

## História
O terminal foi construído especificamente para o sistema de balsas entre a capital e a Ilha de Itaparica e foi inaugurado pelo governador Luiz Viana Filho em 8 de dezembro de 1970. Em conjunto com Bom Despacho, ambos foram iniciados em 1969 pelas construtoras Norberto Odebrecht (atual OEC), Rodotec, Empate, Goes e Bardela & Companhia Brasileira de Dragagem, ao custo aproximado de 37 milhões de cruzeiros.
Desde 14 de março de 2013, como todo o sistema da Travessia São Joaquim-Bom Despacho, o terminal é administrado (os 10 primeiros meses foram em caráter emergencial) pela Internacional Marítima (IM), sob a regulação da Agência Estadual de Regulação de Serviços Públicos de Energia, Transportes e Comunicações da Bahia (AGERBA). Quando a IM venceu a licitação para concessão do sistema por 25 anos, constituiu uma nova empresa especificamente para tal, a Internacional Travessias Salvador S.A.
Embora a AGERBA tenha emitido a resolução n.º 31, de 1º de outubro de 2013, determinando a facilitação do embarque e desembarque de pessoas com necessidades especiais, um grupo de cadeirantes protestaram na entrada do terminal reivindicando acessibilidade nas instalações em janeiro de 2014.
Próximo ao terminal, foi instalada em 11 de março de 2014 uma estação de compartilhamento de bicicletas do programa Bike Salvador.